# Hong Jeong-ho (Fußballspieler)
Hong Jeong-ho (kor. 홍정호; * 12. August 1989 in Jeju) ist ein südkoreanischer Fußballspieler.

## Karriere

### Verein
Im Januar 2010 wechselte Hong von der Fußballmannschaft der privaten südkoreanischen Chosun University, wo er seine ersten professionellen Schritte im Leistungssport unternahm, ablösefrei zum Fußball-Franchise Jeju United. Nach anfänglichen Verletzungen kam er erstmals am 26. Mai 2010 für den Verein in einem Spiel um den koreanischen Fußballpokals zum Einsatz. In 57 Spielen für Jeju United konnte er zwei Tore erzielen.
Kurz vor dem Ende der Transferperiode wechselte Hong am 1. September 2013 zum Bundesligisten FC Augsburg, bei dem er einen bis zum 30. Juni 2017 gültigen Vertrag unterschrieb. Sein Bundesligadebüt gab er am 5. Oktober 2013 (8. Spieltag) bei der 1:4-Niederlage im Auswärtsspiel gegen den FC Schalke 04 mit Einwechslung für Halil Altıntop in der 18. Minute. Sein erstes Bundesligator erzielte er am 13. Dezember 2015 (16. Spieltag) beim 2:1-Sieg im Heimspiel gegen den FC Schalke 04 mit dem Treffer zum 1:0 in der 34. Minute. Zur Spielzeit 2016 verpflichtete ihn der chinesische Erstligist Jiangsu Suning FC, der ihn mit einem bis 2019 gültigen Vertrag ausstattete. Die Saison 2018 und 2019 wurde er an die Jeonbuk Motors ausgeliehen. 2018 und 2019 wurde er mit Jeonbuk Meister seines Heimatlandes. Nach der Ausleihe wurde er von Jeonbuk im Januar 2020 fest verpflichtet. Auch 2020 wurde er mit Jeonbuk Meister. Den Korean FA Cup gewann er mit Jeonbuk im gleichen Jahr. Aus beiden Endspielen ging man als Sieger gegen Ulsan Hyundai hervor.

### Nationalmannschaft
Noch während seiner Zugehörigkeit zur Universitätsmannschaft spielte Hong bereits für die U-20-Nationalmannschaft. So bestritt er als Kaderangehöriger bei der U-20-Weltmeisterschaft 2009 bereits fünf Turnierspiele. Seit 2010 ist gehört er der A-Nationalmannschaft an und erzielte für diese am 15. November 2013 beim 2:1-Sieg in Seoul im Test-Länderspiel gegen die Auswahl der Schweiz mit dem Treffer zum Ausgleich in der 59. Minute sein erstes Länderspieltor.
Am 9. Mai 2014 wurde er vom südkoreanischen Nationaltrainer Myung-Bo Hong in den Kader der A-Nationalmannschaft für die Weltmeisterschaft 2014 berufen. Er km dort in allen drei Vorrundenspielen zum Einsatz. Das Team schied nach drei Niederlagen aus.

## Erfolge

### Verein
Jeonbuk Hyundai Motors
- K League 1: 2018, 2019, 2020
- Korean FA Cup: 2020